# 共和八年宪法
共和八年宪法（法語：Constitution de l'an VIII）是法国在1799年12月24日，即法国共和历八年颁布的一部宪法。依据宪法，法国政府为执政府。此前的雾月政变已经有效地将权力全部移交给了拿破仑·波拿巴，且在一些人的眼里，政变已经结束了法国大革命。
政变后，为了使拿破仑及其盟友的地位合法化，政变者们开始起草“短小晦涩的共和八年宪法”。
宪法特别设立了第一执政这个职位来授予拿破仑大部分的权力。这份宪法亦是1789年革命后第一部没有权利宣言的宪法。
三名执政名义上共同掌握执政权，但事实上所有的权力都被第一执政，即拿破仑掌握。这与激进的国民公会和寡头政府式的督政府都不相同。其实，这种政府组织形式更像是奥古斯都的元首制，实质不过是一个名义上的保守共和国，但这又时时刻刻使法国人想起和平，稳定和秩序。为了强调这点，宪法的作者使用了许多古罗马的词语，比如执政官（Consul）、元老（Sénateur）以及护民官（Tribune）。
宪法创立了一个三院制立法机构：一个成员为八十名四十岁以上男子的护法元老院，一个有一百名成员的护民院以及一个有三百名议员的立法团 。
第一执政，护民院以及立法院有权各自提名一个元老院候选人，然后元老院从这三人中选择一个候选人进入元老院。
宪法也用到了「显贵」这个词语。「显贵」是君主时期广泛使用的一个词语，指那些重要的，「高贵」的人 — 地主，商人，学者，职业人员，神职人员和官员。通过公投，这些人中的一部分会被选入「显贵」的候选人名单。随后，元老院就会从这份"显贵"的候选人名单中挑选人员，由此来任命护民院和立法院的成员、翻案法院的法官以及各种行政长官。
拿破仑在1800年2月7日进行了有关宪法的全民公决。投票并没有绑架选民，但它的结果还是允许拿破仑去维持一种民主的表象。1800年2月17日，呂西安·波拿巴公布憲法公投結果，稱約3,011,007名法國人投出贊同票，僅有1,562人反對。他至少造假了150萬票，有意的使拿破崙的勝利更具壓倒性。
宪法首次被修正后成为了共和十年宪法，这部宪法使得拿破仑成为终身第一执政。 当宪法被大幅度修改后，所得到的共和十二年宪法建立了波拿巴皇朝，拿破仑为法兰西皇帝。1814年第一次波旁复辟用1814年宪章废除了拿破仑的宪法体系，但拿破仑在百日皇朝中恢复了这个体系，并实际上用所谓的帝国宪法附加法取代它。百日皇朝结束后，路易十八在1815年7月回到法国，最终完全废除了拿破仑宪法体系。